# CraieFiti
 (octobre 2012).

Symboles du CraieFiti. La première ligne signifie que le nœud est ouvert, la seconde qu'il est fermé. La troisième ligne indique un nœud WEP

Le CraieFiti (issu du principe anglais du warchalking) est un concept moderne de signalisation public, sur les murs ou sur les sols, de la présence de réseaux Wi-Fi accessible gratuitement.

## Étymologie
Le mot CraieFiti est un mot-valise formé à partir du mot craie et graffiti.

## Historique

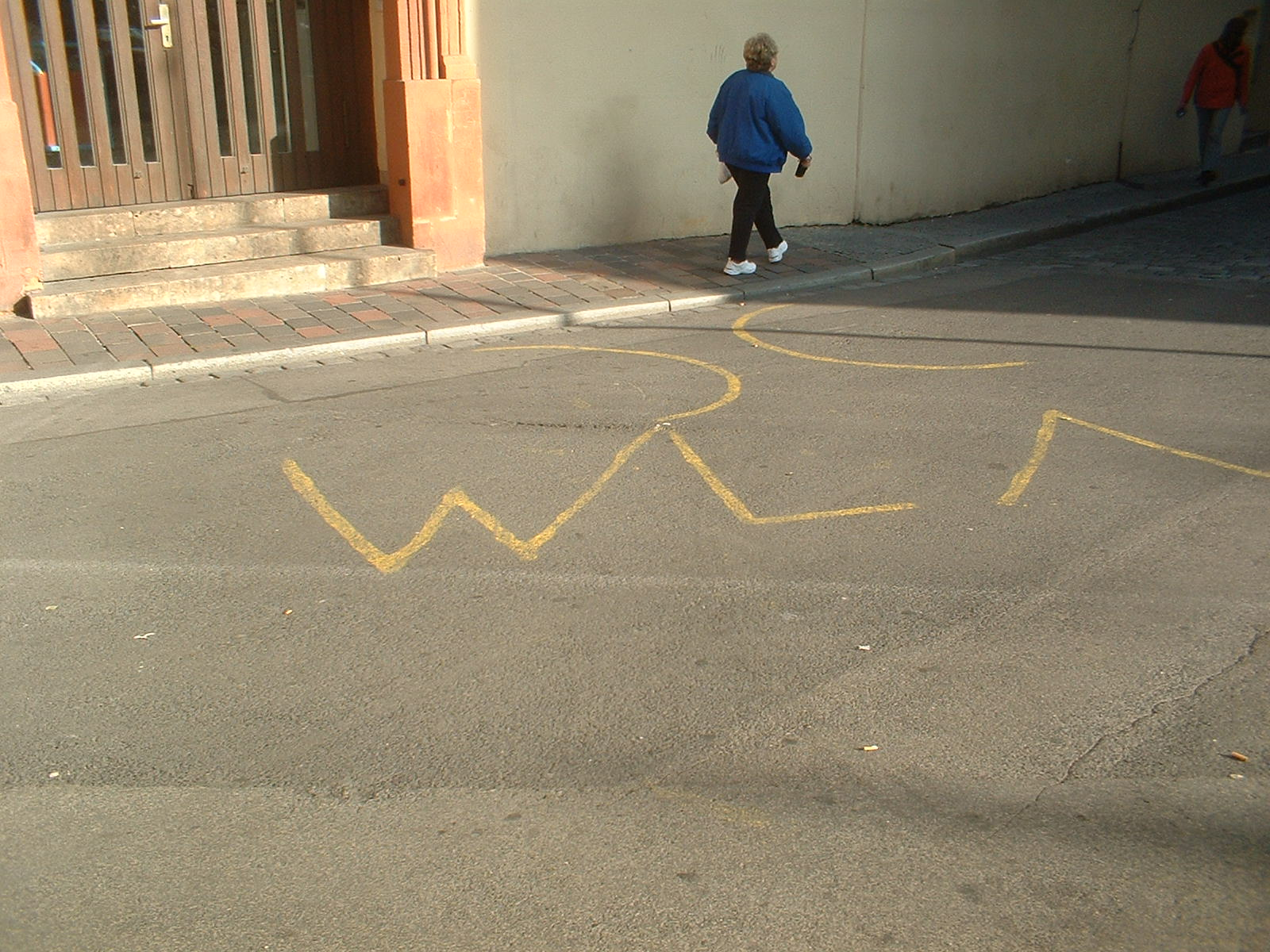
Exemple de CraieFiti signalant la présence d'un réseau Wi-Fi ouvert dans la rue à Bamberg, en Allemagne.

Inspiré des symboles Hobo, les symboles du CraieFiti furent développés par un groupe d'amis londoniens en juin 2002. Matt Jones dessina les symboles et publia un document sur Internet les contenants tous. Il alimente également un blog au sujet du CraieFiti.